# Natalia Tsiganova
Natalia Tsiganova, född den 7 februari 1971 i Frunze i Kirgiziska SSR, är en rysk friidrottare som tävlar i medeldistanslöpning främst 800 meter.
Tsiganovas främsta meriter har kommit inomhus. Hon vann en silvermedalj vid inomhus-EM 2000 och VM-brons både vid inomhus-VM 1999 och inomhus-EM 2005.
Hon var i VM-final utomhus vid VM 1999 där hon slutade på femte plats.

## Personliga rekord
- 800 meter - 1.56,60 från 2000